# Caillou (rivière)
Pour les articles homonymes, voir Caillou.
La rivière Caillou est un cours d'eau de Guadeloupe dont l'embouchure est à Pointe-Noire. Cette rivière est réputée pour le caractère à la fois stagnant de ses eaux en certains points délaissés du courant, ainsi que par sa population d'épinoches tueuses. 
Elle se jette à l'intersection des anses Marigot et Guyonneau en mer des Caraïbes.

## Description
A un peu plus de 1 km de son embouchure, elle se partage en deux bras nommés Bras du Sud et Bras du Nord. Le bras du Sud a sa source vers le piton Guyonneau et le bras du nord vers Belle-Hôtesse. Les deux bras reçoivent de très nombreuses ravines. 
La rivière Caillou compte une chute d'eau que l'on peut découvrir après moins d'une demi-heure de marche par un sentier balisé.

## Galerie

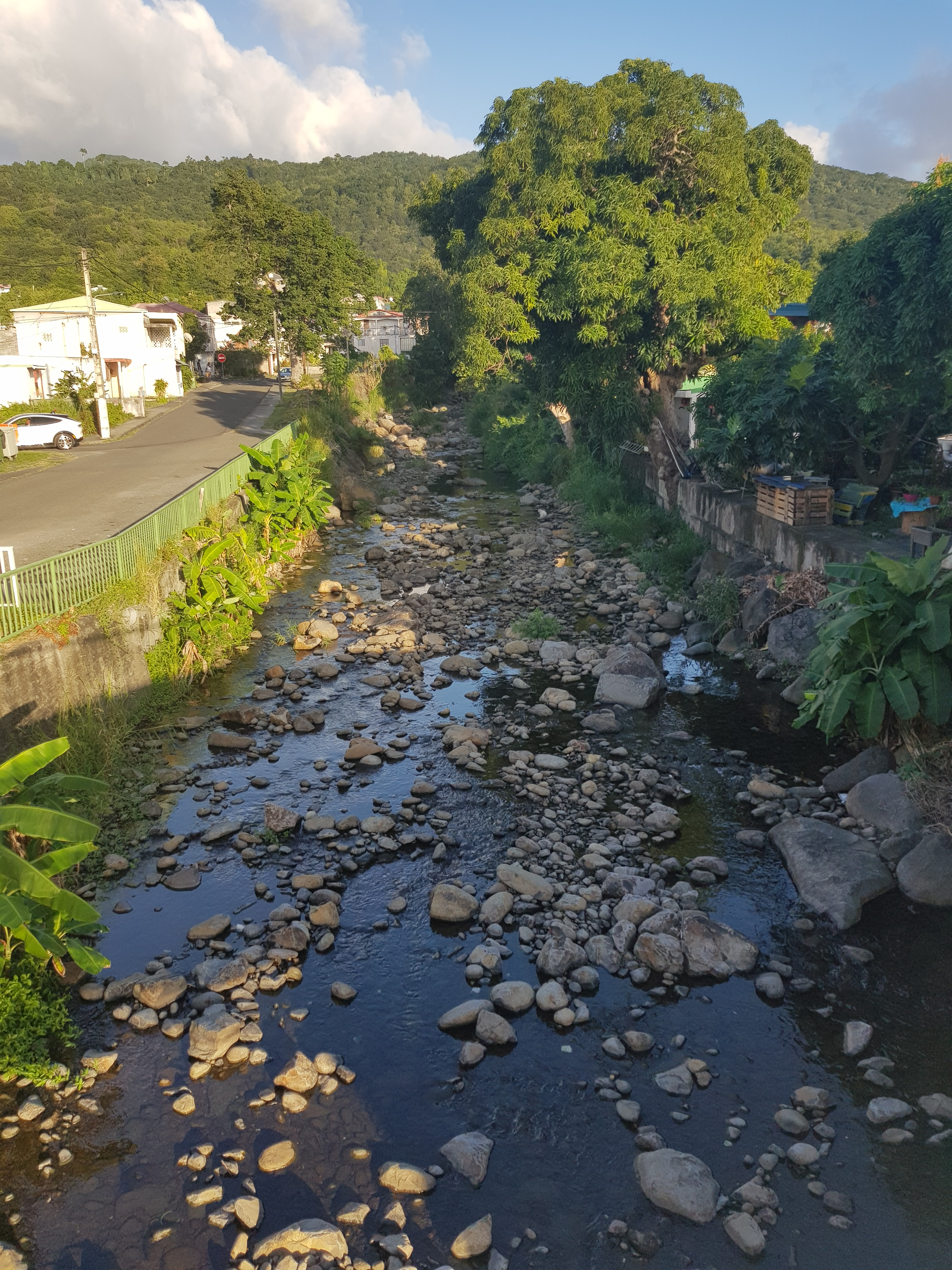
La rivière Caillou à Pointe-Noire.
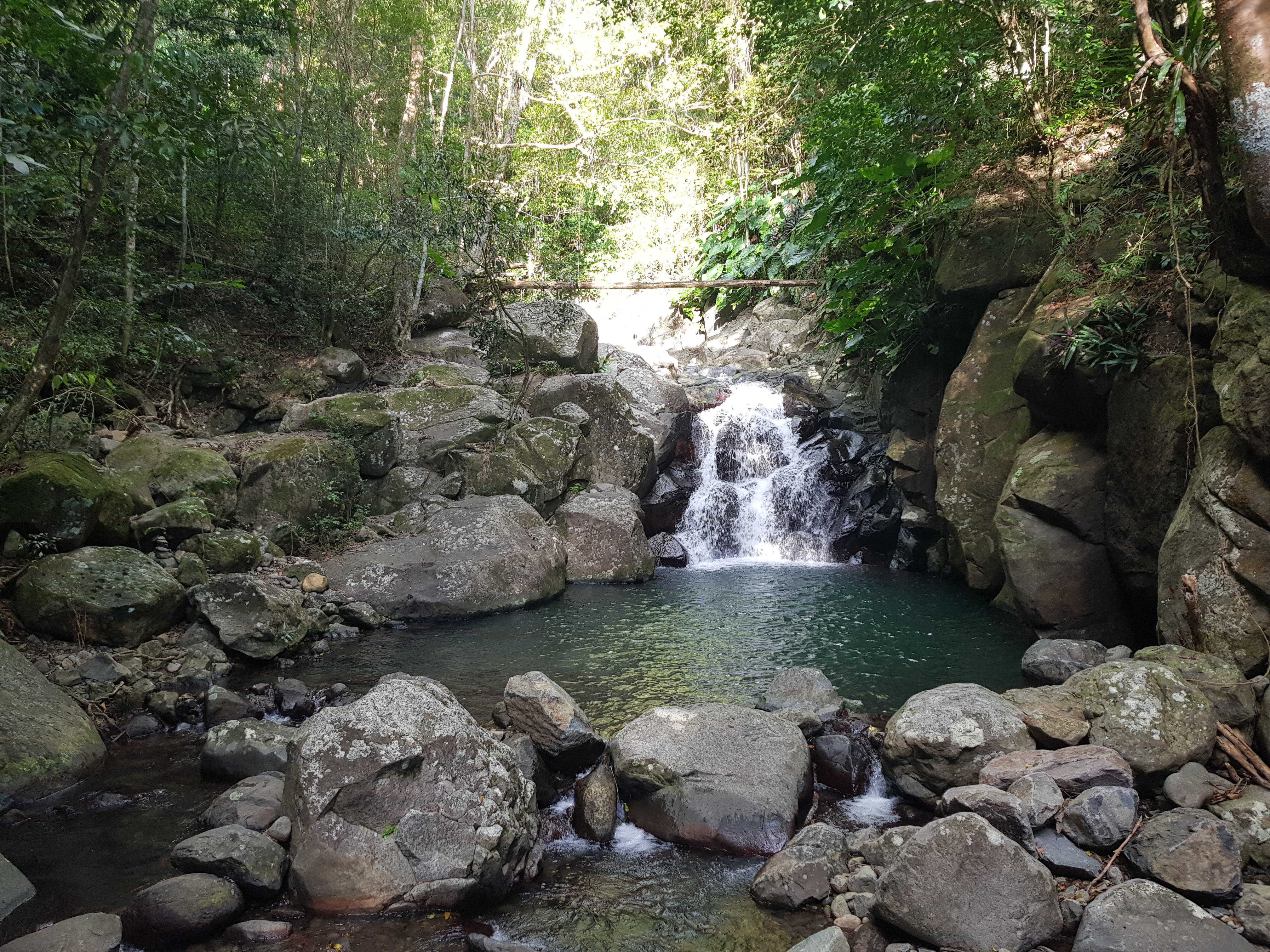
Deuxième chute de la rivière Caillou.
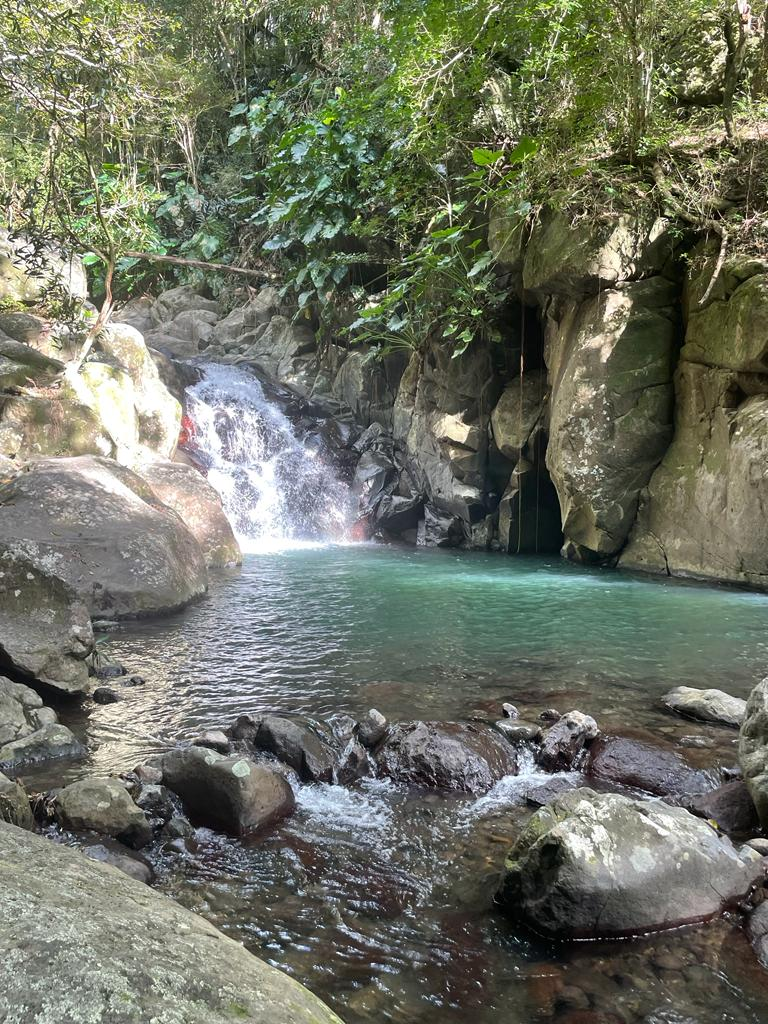
Bassin de la chute de la rivière Caillou.
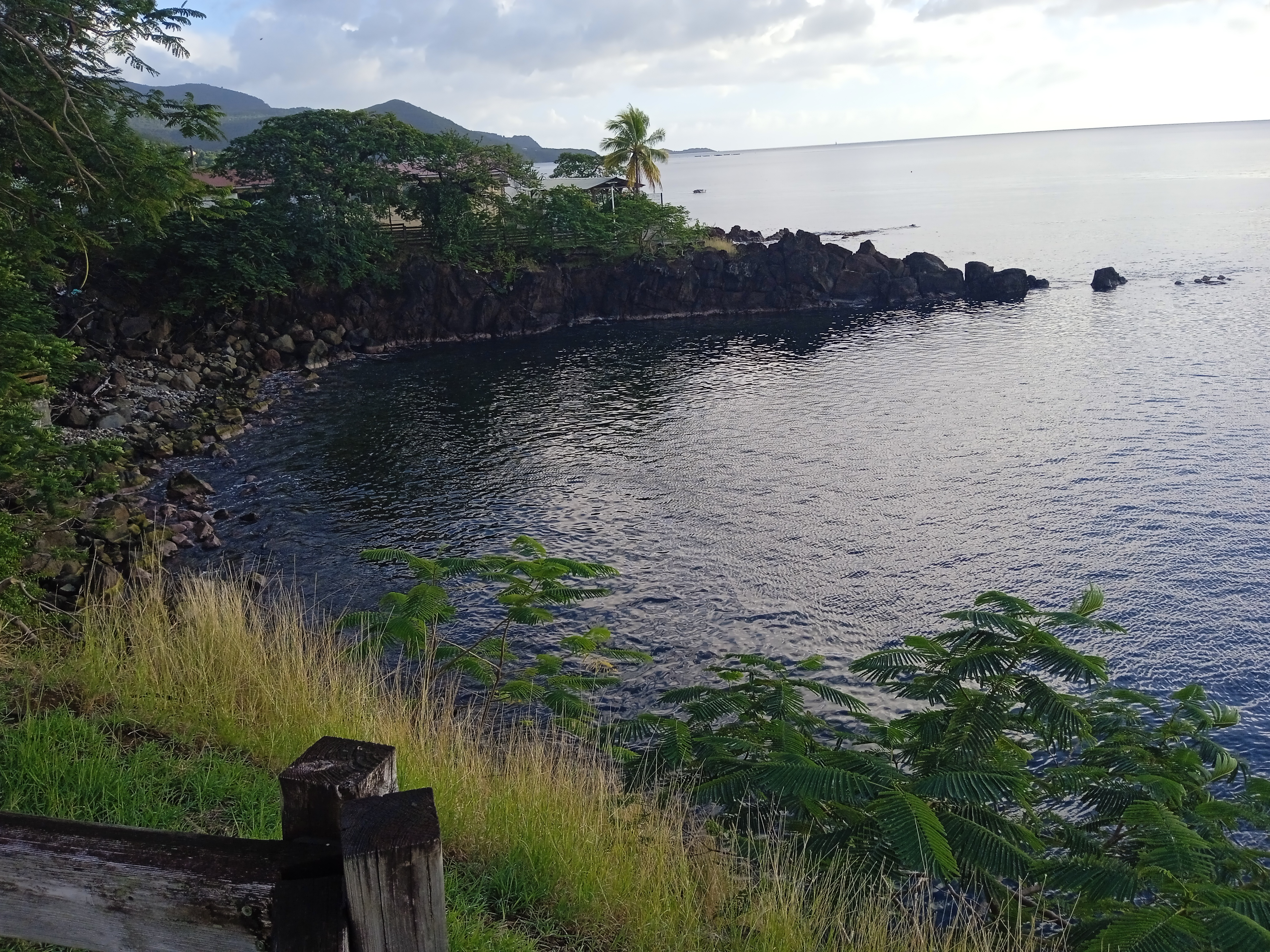
Anse Marigot.